# Liste der Monuments historiques in Gommenec’h
Die Liste der Monuments historiques in Gommenec’h führt die Monuments historiques in der französischen Gemeinde Gommenec’h auf.

## Liste der Bauwerke
| Bezeichnung        | Beschreibung              | Standort | Kennzeichnung | Schutzstatus | Datum | Bild           |
| ------------------ | ------------------------- | -------- | ------------- | ------------ | ----- | -------------- |
| Kapelle Notre-Dame | Erbaut im 16. Jahrhundert | (Lage)   | PA00089166    | Inscrit      | 1950  | weitere Bilder |

## Liste der Objekte

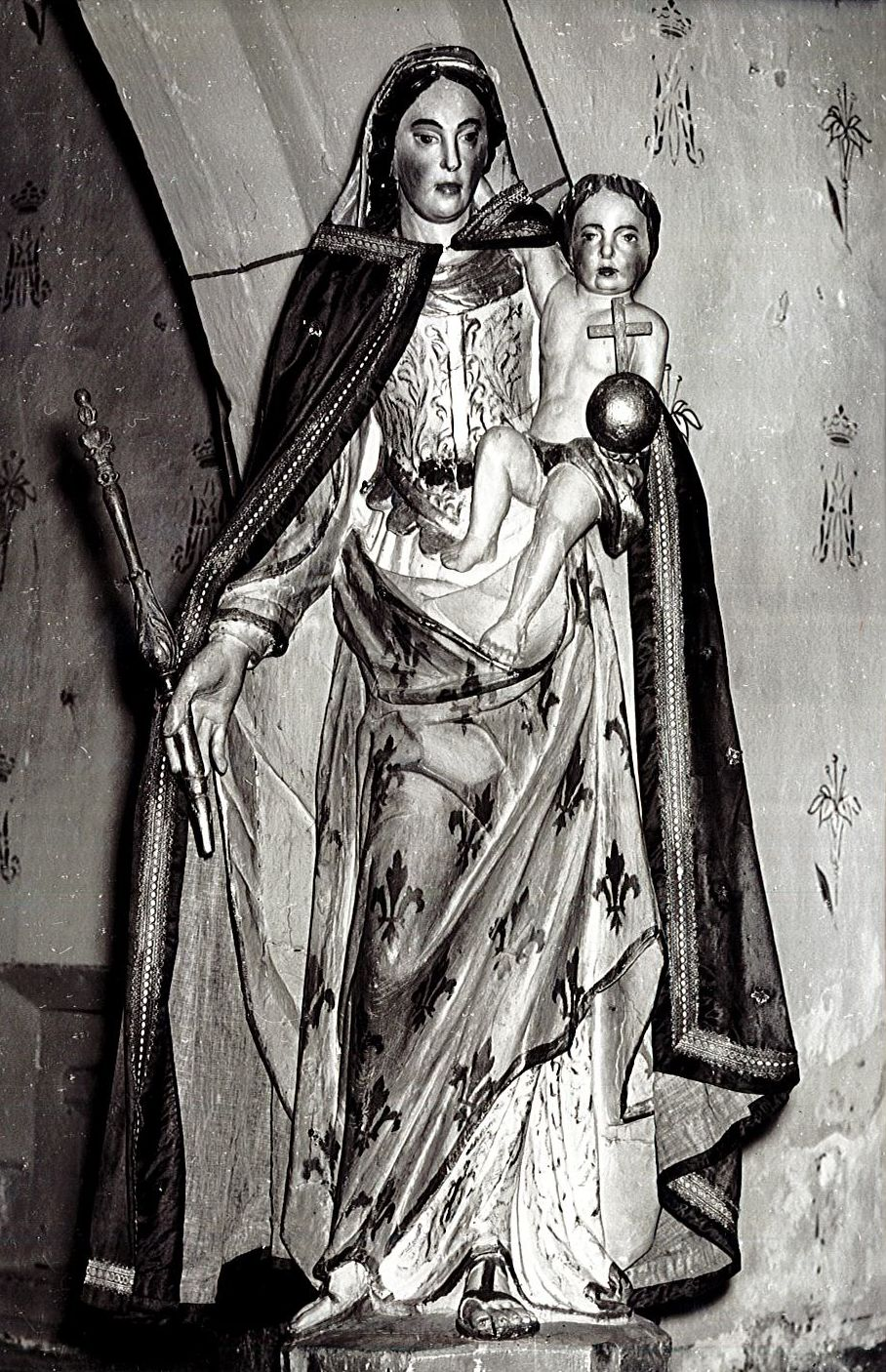
Skulptur Madonna mit Kind (18. Jahrhundert) in der Kapelle Notre-Dame

- Monuments historiques (Objekte) in Gommenec’h in der Base Palissy des französischen Kultusministeriums